# Leki Fotu
George „Leki“ Fotu (geboren am 23. August 1998 in Oakland, Kalifornien)  ist ein American-Football-Spieler auf der Position des Defensive Tackle für die Las Vegas Raiders in der National Football League (NFL). Er spielte College Football an der University of Utah und wurde 2020 von den Arizona Cardinals in der 4. Runde des NFL Drafts ausgewählt.

## Karriere

### Highschool
Fotu spielte Rugby und Football an der Herriman High School, bei letzterem sowohl auf der Position des Defensive Ends als auch vereinzelt der des Tight Ends. Sein Team gewann die Utah 5A State Championship in seinem Senior-Jahr. Foku gab am 20. September 2015 bekannt, dass er an die University of Utah wechseln würde und lehnte Angebote von der University of Southern California, der Brigham Young University und der Oklahoma State University – Stillwater ab.

### College
Nach seinem zweiten Jahr überlegten seine Trainer, Fotu vom Defensive End zum Offensive Tackle zu machen. Jedoch wechselte Fotu stattdessen zum Defensive Tackle und wurde zum Starter auf dieser Position.
Nach seinem dritten Jahr wurde Fotu in das First team All-Pac 12 gewählt.
Vor seinem Senior-Jahr wurde Fotu in der Preseason zum All-American von ESPN ernannt.
In der Saison wurde er zum Defensive Player of the Week in der Pac-12 gewählt, nachdem er bei einem Spiel gegen die California Golden Bears einen 13-Yard-Sack verursachte. Er wurde außerdem zum Second Team Midseason All-American von der Associated Press ernannt.

### NFL
Fotu wurde von den Cardinals in der 4. Runde des NFL Draft 2020 mit dem 114. Pick ausgewählt.
Im März 2024 nahmen die New York Jets Fotu unter Vertrag. Zur Saison 2025 schloss er sich den Las Vegas Raiders an.

## Privates
Neben Fotu haben auch drei seiner Brüder Football am College gespielt. Seine Eltern sind in Tonga geboren, sind jedoch schon vor seiner Geburt in die USA ausgewandert.